# NGC 7154
NGC 7154 is een balkspiraalstelsel in het sterrenbeeld Zuidervis. Het hemelobject werd op 23 september 1834 ontdekt door de Britse astronoom John Herschel.

## Synoniemen
- ESO 404-8
- MCG -6-48-5
- IRAS 21523-3503
- PGC 67641